# Abdelghani Mzoudi
Abdelghani Mzoudi (em árabe: عبد الغني مزودي‎; 6 de dezembro de 1972; Marrakech, Marrocos), também conhecido como Abdul Ghani Mzoudi, foi apontado como sendo um dos integrantes da Célula de Hamburgo, grupo responsável pelos Ataques de 11 de Setembro.
Segundo as investigações, ele estava ciente dos objetivos, tendo dado apoio logístico ao grupo e dinheiro a seus membros.
Ele foi preso em Hamburgo em outubro de 2002, mas solto em 2003 por falta de provas.

## Envolvimento com o terrorismo
Em 1999, ele morou em um apartamento em Hamburgo com Zakariya Essabar e Ramzi Binalshibh, dois membros da Célula de Hamburgo. Ele também teria mantido contato com Mounir Al-Motassadeq, outro integrante do grupo.
Segundo investigações, Mzoudi teria dado apoio logístico ao grupo e dinheiro a Zakariya Essabar para que este fizesse um treinamento de voo nos Estados Unidos. Também se suspeita que ele próprio tenha viajado para o Afeganistão para receber treinamento militar da Al-Qaeda.

## Prisão, absolvição e deportação
Mzoudi começou a ser investigado em outubro de 2001, semanas após o atentado, e foi preso em outubro de 2002, em Hamburgo, porém solto em dezembro de 2013, após a polícia alemã receber provas que o inocentavam. Sua liberação causou protestos dos EUA.
Em 2002, após sua prisão, a Promotoria Pública alemã tinha dito que ele tinha sido preso após "complexas investigações e testemunhos que só vieram à tona nos últimos meses, quando ele esteve no Afeganistão".
Foi deportado para o Marrocos.